# Sima de Abraham
La sima de Abraham es una cavidad natural, recientemente desobstruida, situada en la ladera sur de la Sierra Alcaide, en las cercanías de la aldea de Zagrilla Alta, en el término municipal de Priego de Córdoba. Esta cavidad representa un nuevo yacimiento de vertebrados fósiles, en el cual se ha actuado tan sólo sobre agrupaciones óseas superficiales que corrían riesgo de pérdida. Una de esas agrupaciones es un depósito estratificado adscrito al Pleistoceno Superior Final. En total, y al igual que en las asociaciones estratificadas, el ciervo y el oso corresponden con la principal asociación de grandes mamíferos documentada.
La desobstrucción fue efectuada por el Grupo Espeleológico G40, en el intento de localizar un acceso alternativo a la cueva de Cholones, situada a proximidad. La primera exploración efectuada por miembros del citado grupo tiene lugar el 9 de diciembre de 2007. La cueva fue entonces bautizada con el nombre de Sima de Abraham.
El acceso actual a esta nueva cavidad se encuentra siguiendo la disposición natural de la fractura en la que se estructura el sistema de galerías de Cholones, cuyo ingreso se dispone a una distancia reducida de 114 metros al norte, coincidiendo con una gran dolina de hundimiento, usada hasta tiempos recientes como aprisco de ganado caprino.